# Gasherbrum - Der leuchtende Berg
Gasherbrum - Der Leuchtende Berg (lett. "Gasherbrum - La montagna di luce") è un film documentario di Werner Herzog uscito nel 1984. Il film è conosciuto anche con il titolo internazionale The Dark Glow of the Mountains.
Il regista documenta la spedizione italiana di Reinhold Messner e Hans Kammerlander ai Gasherbrum I e II avvenuta nel 1984. Scopo della spedizione era la traversata in stile alpino delle due vette, impresa mai realizzata fino ad allora. Il film documenta le fasi di avvicinamento, la permanenza al campo base, la partenza per la vetta, il ritorno dalla vetta ed il periodo successivo, focalizzandosi, più che sugli aspetti tecnici, sugli aspetti psicologici dei due alpinisti, in particolare di Reinhold Messner. Messner, che perse un fratello nel 1970 sul Nanga Parbat, parla tra le altre anche di questa esperienza, e rimane particolarmente turbato quando Herzog gli rivolge una domanda diretta sull'accaduto. Si tratta principalmente di un film intervista, intervallato da riprese delle montagne del Karakorum.
In origine era previsto che Herzog seguisse i due alpinisti almeno in parte durante la salita al Gasherbrum I, ma a causa del mal di montagna dovette fermarsi a 6500 m; le riprese della traversata, svoltasi in parte in condizioni di maltempo, sono state realizzate dallo stesso Messner. Le riprese sono state effettuate su pellicola 16 mm.
Alla 72ª edizione del Trento Film Festival 2024, al Teatro Sociale, Reinhold Messner ha introdotto l’edizione italiana restaurata. Il restauro della pellicola, miracolosamente ritrovata, è stato realizzato da Piero Crispino presso il laboratorio Artech Digital Cinema, in collaborazione con Enervit, già partner tecnico-scientifico della spedizione del 1984, coadiuvato da Viggo Srl e Werner Herzog Film GmbH. Una operazione delicata visto lo stato di degrado fisico avanzato della pellicola. Nonostante questo la colonna audio, restaurata dal tecnico del suono Andrea Pilloni, è stata sottoposta ad una attività minuziosa e complessa al fine di salvaguardare e riportare in vita quanti più dettagli possibili mantenendo viva e naturale l’esperienza cinematografica. Una edizione che riporta finalmente in vita l’aspetto emozionale di un’opera eccezionale e unica che vede tra i doppiatori lo stesso Messner.